# Old Ways
Old Ways är ett musikalbum av Neil Young från 1985. Musikaliskt återvände Young med albumet till countryn, men i mer renodlad form än på countryrockalbum som Harvest och Comes a Time. Young har ibland refererat till albumet som Old Ways II, med anledning av att han redan tidigare under 1980-talet gjort ett försök med en countryskiva som ratades av hans skivbolag, Geffen Records, och förblev outgiven.

## Låtlista
Samtliga låtar skrivna av Neil Young, om inte annat anges.
1. "The Wayward Wind" (Stanley Lebowsky, Herb Newman) - 3:12
2. "Get Back to the Country" - 2:50
3. "Are There Any More Real Cowboys?" - 3:03
4. "Once an Angel" - 3:55
5. "Misfits" - 5:07
6. "California Sunset" - 2:56
7. "Old Ways" - 3:08
8. "My Boy" - 3:37
9. "Bound for Glory" - 5:48
10. "Where Is the Highway Tonight?" - 3:02